# Derren Brown
Derren Victor Brown (* 27. února 1971) je anglický iluzionista a skeptik vůči paranormálním jevům. Narodil se v Croydonu v Jižním Londýně, kde navštěvoval Whitgiftskou školu, kde jeho otec dělal učitele plavání. Při studiu práv a němčiny na univerzitě v Bristolu navštěvoval představení hypnotizéra Martina S. Taylora, který jej inspiroval a vnukl mu myšlenku věnovat se iluzionismu a hypnóze jako povolání. Kolem roku 1994 pracoval jako kouzelník, praktikoval tradiční kousky z oboru stolní „magie“. V roce 1996 začal předvádět pódiovou hypnózu na Univerzitě v Bristolu pod uměleckým jménem Darren V. Brown.
O dva roky později se Brown vlivem svého přítele Iana Rowlanda začal zajímat o čtení myšlenek. Krátce poté byl požádán, aby natočil pilotní díl pro svou televizní sérii Mind Control na Kanálu 4. Brownovy psychologické iluze jsou profesionálně předváděny a jsou umocněny jeho osobností a hereckým talentem ovlivňovat a mást publikum.
Kromě jeho hlavního zaměstnání se také věnuje malování portrétů a karikatur.

## Televizní pořady

### Mind Control
Od prvního odvysílání své televizní show Derren Brown: Mind Control na Kanálu 4 v roce 2000 se stával známějším a známějším díky svému „čtení myšlenek“. Derren Brown na začátku svého pořadu Trick of the mind tvrdí, že výsledků, které uvidíte, dosahuje kombinací „magie, sugesce, psychologie, hypnózy, manipulace a herectví“. Když používá své znalosti a schopnosti, vypadá, jako by mohl předpovídat a ovlivňovat lidské myšlenky pomocí podvědomí, manipulovat s jejich rozhodnutími a číst subtilní fyzické znaky nebo řeč těla, která prý prozrazuje, co si člověk myslí.
Svou práci v televizi začal třemi šedesátiminutovými speciály natočenými během dvou let, které byly rozděleny na šest částí Mind Control, které obsahují sestřih toho nejlepšího z jeho hodinových speciálů. Vybrané části z prvních sérií byly vydány na DVD a videokazetách pod názvem Derren Brown - Inside Your Mind.

### Trick of the Mind
Trick of the Mind je po Mind Control Derrenova druhá televizní série, v roce 2008 byla ve VB vysílána třetím rokem. Na rozdíl od Mind Control se však jednalo o naprosto nový materiál. Druhá série se začala vysílat 11. dubna 2005 a byla opakována na kanálu 4. Třetí série začala 26. dubna 2006.

### Mesiáš
V tomto speciálu Derren Brown vycestoval do Spojených států, aby zkusil přesvědčit pět vůdčích osobností různých organizovaných skupin, že má zvláštní schopnosti na poli jejich odbornosti: přivedení člověka na víru, únos mimozemšťany, nadpřirozené duševní síly, New Age teorie a kontaktování zemřelých.
Pokaždé použil jiné falešné jméno a podařilo se mu přesvědčit čtyři z pěti „expertů“ o svých schopnostech a oni ho veřejně uznali za pravého odborníka. Pátý expert, evangelista Curt Nordheilm, přestože byl ohromen představením Derrena Browna, zažádal ještě o schůzku, než mu uvěří. Myšlenkou tohoto pořadu bylo zdůraznit sílu sugesce vzhledem k víře a lidským schopnostem. Brown před každým experimentem jasně zdůraznil fakt, že když jej kdokoli z pěti „expertů“ obviní z podvodu, okamžitě se přizná a vyjde s pravdou ven. Jeho závěrem bylo, že lidé chtějí slyšet jedině to, co podporuje jejich vlastní myšlení, a ignorovat opačné důkazy.

### Ruská ruleta
Chcete se zúčastnit velkého projektu Derrena Browna? Na tento dotaz odpovědělo na počátku roku 2003 hned dvanáct tisíc lidí. Derren z nich pečlivě vybral pět set, kteří dostali za úkol natočit o sobě krátký šot na video. Z nich pak pouhých sto dostalo pozvání k účasti na ojedinělém přímém přenosu. Protože britské zákony nedovolují hry se zbraněmi, muselo být místo přísně utajeno. Sto dobrovolníků je pozváno do sálu, hra s nervy začíná… Na konci zbude jen jeden jediný muž, který prošel všemi Derrenovými nástrahami, jedna pistole a mistr magie, jenž ještě nikdy nebyl v tak smrtelném nebezpečí, v jakém se ocitá právě tento večer… (oficiální text distributora)
Česká televize uvedla pořady Derren Brown: Magie a manipulace mysli (12 epizod), Derren Brown - Mesiáš, nebo Derren Brown - Seance.

## Zaměření tvorby a aktivit
Derren Brown ve svém díle ostře kritizuje víru v paranormální jevy, homeopaty, kartářky, šamany, léčitele a další zástupce "nadpřirozena". Také se zabývá problematikou hypnózy, sugesce, studeného čtení a jako bonus přikládá vysvětlení několika svých triků.[zdroj?]